# Joseph McMinn

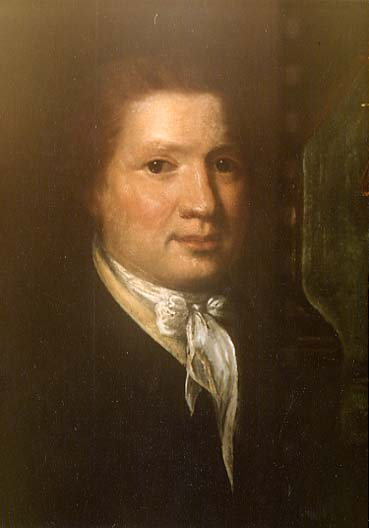
Joseph McMinn.

Joseph McMinn, född 22 juni 1758 i Chester County, Pennsylvania, död 17 november 1824, var en amerikansk politiker (demokrat-republikan). Han var guvernör i delstaten Tennessee 1815-1821.
McMinn växte upp i en kväkarfamilj i Pennsylvania. Han deltog i amerikanska revolutionen. Han gifte sig 1785 med Hannah Cooper. McMinn var delegat till Tennessees konstitutionskonvent 1796. Han var talman i delstatens senat 1805-1809.
Hustrun Hannah dog 1811. McMinn gifte om sig 5 januari 1812 med Rebecca Kincade. Andra hustrun Rebecca dog 1815. McMinn gifte sig några år senare ännu en tredje gång med Nancy Williams. Han ansökte sedan om skilsmässa från hustrun Nancy utan framgång.
McMinn valdes tre gånger till guvernör. Delstatens huvudstad flyttades 1819 från Knoxville till Murfreesboro.
Hans grav finns på Shiloh Presbyterian Cemetery i Calhoun, Tennessee. McMinn County har fått sitt namn efter Joseph McMinn.